# SimCity 64
 (juillet 2019).
Si vous disposez d'ouvrages ou d'articles de référence ou si vous connaissez des sites web de qualité traitant du thème abordé ici, merci de compléter l'article en donnant les références utiles à sa vérifiabilité et en les liant à la section « Notes et références ».
SimCity 64 (シムシティー64) est un jeu vidéo de gestion sorti en 2000 sur Nintendo 64DD uniquement au Japon. Le jeu a été développé par HAL Laboratory et édité par Nintendo.
Le jeu fait partie de la série SimCity. Il ne doit pas être confondu avec la version Nintendo 64 de SimCity 2000, bien qu'il soit dérivé du même jeu.
Il est désormais disponible sur les sites d'émulation à l'état de dump.

## Système de jeu
Le système de jeu est très proche de celui de SimCity 2000 (les bâtiments sont pratiquement les mêmes). Le jeu se différencie toutefois de Sim City 2000 par le fait qu'il est possible de se déplacer dans une vue en 3D de la ville, de voir les Sims et de parler avec eux. Certaines fonctionnalités ont été retirées (ex. : l'accès aux couches souterraines qui permettait de placer des pompes hydriques, canalisations et lignes de métro), de même que le joueur ne peut choisir que 4 désastres (volcan, météorite, petit incendie et gros incendie).
En contrepartie, le jeu inclut des éléments issus de l'univers Nintendo, que l'on retrouve également dans la version SNES de Simcity, tels que le personnage du Docteur Wright, l'entrainement ou encore certains bâtiments bonus, tels que le casino et la statue de Mario.